# Mahamat Bahar Marouf
Mahamat Bahar Marouf est un homme politique camerounais, Sultan de Logone-Birni. Né le 9 juillet 1956, il est militant du Rassemblement Démocratique du Peuple Camerounais (RDPC). Le Président de la République du Cameroun nomme ce chef supérieur de premier degré comme Sénateur de la région de l'Extrême-Nord en 2013. Il exerce ce mandat politique depuis trois législatures.

## Biographie
Mahamat Bahar Marouf voit le jour dans la commune de Logone-Birni située dans le département du Logone-et-Chari à l'Extrême-Nord du Cameroun le 9 juillet 1956. Il obtient son Brevet d'études du Premier Cycle (BEPC) en 1975.

### Intronisation
Fils unique du Sultan Marouf Youssouf, il est le 48e monarque de la dynastie kotoko. Son père décède alors qu'il n'a que 9 ans en 1965. Son oncle assure la régence durant 10 ans sur décision du conseil des notables. En 1975, âgé de 19 ans, il monte sur le trône du Sultanat de Logone-Birni, chefferie traditionnelle de premier degré.

### Vie de famille
Ce leader traditionnel a six épouses et est le père de 32 enfants. Il est considéré comme le cousin camerounais du poète russe Alexandre Sergueïevitch Pouchkine. En effet, l'arrière-grand-père de ce poète, Abraham Petrovitch Hanibal, est originaire de Logone-Birni comme le mentionne l'écrivain béninois Dieudonné Gnammankou dans ses travaux.

## Parcours politique

### Membre titulaire du comité central du RDPC
Le Sultan de Logone-Birni est l'une des principales personnalités du parti au pouvoir dans le Septentrion. Il est membre titulaire du comité central du RDPC depuis 1996. II compte parmi les membres du conseil municipal de Logone-Birni de 1982 à 1996.

### Sénateur de la région de l'Extrême-Nord
Il est nommé Sénateur titulaire de la région de l'Extrême-Nord Cameroun par le Président de la République en vertu du décret N°2013/149 du 8 mai 2013 pour le compte de la première législature. Cinq ans plus tard, il fait partie des chefs traditionnels désignés par le Chef de l'Etat pour siéger à nouveau à la chambre haute du parlement camerounais à la suite du décret N° 2018/242 du 12 avril 2018 portant nomination de Sénateurs. L'autorité traditionnelle comptabilise ainsi quinze chefs, dont une seule femme, venant de huit régions du Cameroun lors de la deuxième législature du Sénat.
En tant que leader traditionnel et sénateur, il mène une délégation de sultans kotokos venus rencontrer le président du Sénat, Marcel Niat Njifenji, afin de plaider pour le développement économique, infrastructurel et humain du Logone-et-Chari le 3 juin 2022. Le décret présidentiel N°2023/188 du 31 mars 2023 consacre la suite des fonctions sénatoriales de Mahamat Bahar Marouf . Il conserve de ce fait son statut de Sénateur titulaire nommé lors de la troisième législature du Sénat camerounais.

## Distinction honorifique

### Commandeur de l'ordre de la valeur
En vertu du décret N°2020/454 du 12 août 2020 portant promotion ou nomination dans l’Ordre de la Valeur au titre de la Fête Nationale du 20 Mai 2020, il est promu, en sa qualité de Sénateur Chef Traditionnel de 1 er Degré, au grade de Commandeur.

## Engagement pour l'instauration des femmes notables
Le mercredi 10 juillet 2019, il reçoit une reconnaissance solennelle de l'Association des Femmes et Filles de l'Adamaoua (AFFADA) aux côtés des Lamibé de Banyo, de Demsa, de Mokolo, de Guider, de Djérem, de Ngaoundéré, de Tignère et du Sultan de Kousseri. En effet, il a désigné 40 femmes comme notables au sein du sultanat de Logone-Birni sur un total de 232 femmes dans la partie septentrionale du pays. Il œuvre ainsi pour le renforcement de la place des femmes au sein des sphères de décision dans les chefferies traditionnelles camerounaises dominées majoritairement par la gent masculine, notamment dans les chefferies musulmanes.